# Hải Thượng (phường)
Hải Thượng là một phường thuộc thị xã Nghi Sơn, tỉnh Thanh Hóa, Việt Nam.

## Địa lý
Phường Hải Thượng nằm ở phía đông nam thị xã Nghi Sơn, có vị trí địa lý:
- Phía đông giáp Biển Đông và xã Nghi Sơn
- Phía tây giáp xã Trường Lâm và tỉnh Nghệ An
- Phía nam giáp xã Hải Hà và tỉnh Nghệ An
- Phía bắc giáp phường Mai Lâm.

Phường Hải Thượng có diện tích tự nhiên 27,32 km², quy mô dân số năm 2022 là 11.681 người, mật độ dân số đạt 428 người/km². Dân cư sinh sống tại Hải Thượng chủ yếu là người Kinh.

## Lịch sử
Trước đây, Hải Thượng là một xã thuộc huyện Tĩnh Gia. Xã Hải Thượng bao gồm toàn bộ đảo Nghi Sơn và 6 làng: Cao Hoa Lư, Hà Nẫm, Liên Sơn, Ngọc Sơn, Quyết Tâm, Thượng.
Ngày 14 tháng 12 năm 1984, xã Hải Thượng:
- tách 2 làng Hà Nẫm và Quyết Tâm để thành lập xã Hải Hà
- tách đảo Nghi Sơn để thành lập xã Nghi Sơn.

Xã Hải Thượng còn lại 4 làng: Cao Hoa Lư, Liên Sơn, Ngọc Sơn, Thượng. Sau này, xã được chia thành 9 thôn.
Ngày 22 tháng 4 năm 2020, Ủy ban Thường vụ Quốc hội ban hành Nghị quyết số 933/NQ-UBTVQH14 về việc thành lập thị xã Nghi Sơn và các phường thuộc thị xã Nghi Sơn (nghị quyết có hiệu lực từ ngày 1 tháng 6 năm 2020). Theo đó, chuyển huyện Tĩnh Gia thành thị xã Nghi Sơn và thành lập phường Hải Thượng trên cơ sở toàn bộ 24,21 km² diện tích tự nhiên và 14.394 người của xã Hải Thượng.
Năm 2022, phường Hải Thượng có diện tích tự nhiên 24,21 km², quy mô dân số là 11.626 người, được chia thành 9 tổ dân phố.
Ngày 24 tháng 10 năm 2024, Ủy ban Thường vụ Quốc hội thông qua Nghị quyết số 1238/NQ-UBTVQH15 (có hiệu lực từ ngày 1 tháng 1 năm 2025); trong đó có việc giải thể xã Hải Yến và mở rộng quy mô phường Hải Thượng do dự án Nhà máy lọc hóa dầu Nghi Sơn. Cụ thể, phường Hải Thượng tiếp nhận từ xã Hải Yến:
- diện tích 3,12 km² ở phía nam Nhà máy thuộc các thôn Đông Yến, Nam Yến
- dân số 55 người ở phía nam Nhà máy thuộc thôn Nam Yến.[10]

Sau khi sắp xếp, phường Hải Thượng có diện tích và dân số như hiện nay.

## Hành chính
Phường Hải Thượng được chia thành 9 tổ dân phố: Cao Bắc, Cao Nam, Liên Bắc Hải, Liên Đình, Liên Hải, Liên Sơn, Liên Trung, Nam Hải, Ngọc Sơn.